# بری فولدز
بری فولدز (انگلیسی: Bri Folds؛ زادهٔ ۲۵ ژانویهٔ ۱۹۹۸) بازیکن فوتبال اهل ایالات متحده آمریکا است.
وی همچنین در تیم ملی فوتبال زیر ۲۳ سال زنان ایالات متحده آمریکا بازی کرده‌است.